# Mejor Defensora de la WNBA
El premio Mejor Defensora del año (Defensive Player of the Year) es otorgado anualmente por la WNBA desde su temporada inaugural, a la mejor defensa de la temporada regular. La jugadora es seleccionada por un panel de periodistas deportivos de los Estados Unidos, cada uno elige a quienes considera las mejores tres defensoras en la temporada regular, a la que se coloca en primer puesto se le dan cinco puntos, a la segunda tres puntos y a la tercera un punto, la jugadora con mayor número de votos totales, independientemente del número de votos de primera posición, gana el premio.
La ganadora recibe $5,000 dólares y un trofeo especialmente diseñado por Tiffany & Co.
Tamika Catchings ha ganado el premio de mejor defensora del año más veces que ninguna otra jugadora, cuenta ya con cinco premios.

## Ganadoras
| Temporada | Jugador                 | Nacionalidad   | Equipo              |
| --------- | ----------------------- | -------------- | ------------------- |
| 1997      | Teresa Weatherspoon     | Estados Unidos | New York Liberty    |
| 1998      | Teresa Weatherspoon (2) | Estados Unidos | New York Liberty    |
| 1999      | Yolanda Griffith        | Estados Unidos | Sacramento Monarchs |
| 2000      | Sheryl Swoopes          | Estados Unidos | Houston Comets      |
| 2001      | Debbie Black            | Estados Unidos | Miami Sol           |
| 2002      | Sheryl Swoopes (2)      | Estados Unidos | Houston Comets      |
| 2003      | Sheryl Swoopes (3)      | Estados Unidos | Houston Comets      |
| 2004      | Lisa Leslie             | Estados Unidos | Los Angeles Sparks  |
| 2005      | Tamika Catchings        | Estados Unidos | Indiana Fever       |
| 2006      | Tamika Catchings (2)    | Estados Unidos | Indiana Fever       |
| 2007      | Lauren Jackson          | Australia      | Seattle Storm       |
| 2008      | Lisa Leslie (2)         | Estados Unidos | Los Angeles Sparks  |
| 2009      | Tamika Catchings (3)    | Estados Unidos | Indiana Fever       |
| 2010      | Tamika Catchings (4)    | Estados Unidos | Indiana Fever       |
| 2011      | Sylvia Fowles           | Estados Unidos | Chicago Sky         |
| 2012      | Tamika Catchings (5)    | Estados Unidos | Indiana Fever       |
| 2013      | Sylvia Fowles (2)       | Estados Unidos | Chicago Sky         |
| 2014      | Brittney Griner         | Estados Unidos | Phoenix Mercury     |
| 2015      | Brittney Griner (2)     | Estados Unidos | Phoenix Mercury     |
| 2016      | Sylvia Fowles (3)       | Estados Unidos | Minnesota Lynx      |
| 2017      | Alana Beard             | Estados Unidos | Los Angeles Sparks  |
| 2018      | Alana Beard (2)         | Estados Unidos | Los Angeles Sparks  |
| 2019      | Natasha Howard          | Estados Unidos | Seattle Storm       |
| 2020      | Candace Parker          | Estados Unidos | Los Angeles Sparks  |
| 2021      | Sylvia Fowles (4)       | Estados Unidos | Minnesota Lynx      |
| 2022      | A'ja Wilson             | Estados Unidos | Las Vegas Aces      |
| 2023      | A'ja Wilson (2)         | Estados Unidos | Las Vegas Aces      |
| 2024      | Napheesa Collier        | Estados Unidos | Minnesota Lynx      |